# Airbus A318
Airbus A318 – najmniejszy w rodzinie A320 samolot pasażerski firmy Airbus produkowany od stycznia 2002 roku. Potrafi przewieźć jednorazowo 132 pasażerów. Maszyna lata z prędkością do 871 km/h, a jej maksymalny zasięg wynosi 5750 km. Szerokość kadłuba wynosi 3,95 metra, a kabiny 3,70 metra. Maksymalna masa startowa to około 68 ton. Do czasu nabycia przez Airbus 50,01% udziałów w programie CSeries w październiku 2017 roku był to najmniejszy samolot pasażerski produkowany przez koncern.

## Historia
Airbus rozpoczął prace nad tym modelem w 1999 roku. Pierwszy prototyp, wyposażony w dwa silniki Pratt and Whitney PW6000 wzbił się w powietrze w styczniu 2002 roku. Później wyposażany był w silniki CFM o ciągu 96-106 kN. Pierwszy lot komercyjny odbył się w lipcu 2003 roku.
Samolot został zamówiony w liczbie 90 sztuk, a ostatecznie dostarczono 80 sztuk.
3 września 2009 Airbus dostarczył pierwszy z dwóch zamówionych Airbusów A318 z możliwością stromej ścieżki schodzenia do lądowania (steep approach). Dzięki temu British Airways stał się operatorem wszystkich czterech członków rodziny samolotów A320. Funkcja stromej ścieżki schodzenia do lądowania sprawia, że A318 to samolot dobrze nadający się do obsługi górskich lub ograniczonych przestrzennie lotnisk, jak lotniska w miastach, gdzie dodatkowo samolot ten spełnia restrykcyjne normy emisji hałasu. A318 dla British Airways zostaną wyposażone w dwa silniki CFM 56-5B9/3.

## Operatorzy
Operatorzy Airbusa A318, w tym ACJ318 (stan na wrzesień 2023 r.):
1. Air France – 7 egzemplarzy
2. Alpha Star – 1 egzemplarz
3. Business Aviation Asia – 1 egzemplarz
4. Constellation Aviation Services – 1 egzemplarz
5. DC Aviation Malta – 1 egzemplarz
6. Fortress Transportation – 5 egzemplarzy
7. Gama Aviation – 1 egzemplarz
8. Global Jet Luxembourg – 1 egzemplarz
9. Kalair – 1 egzemplarz
10. North-West Air Company – 1 egzemplarz
11. Rząd Turcji – 1 egzemplarz
12. Saudi Royal Flight – 1 egzemplarz
13. TAG Aviation Asia – 1 egzemplarz
14. TAG Aviation San Marino – 1 egzemplarz
15. TAROM – 4 egzemplarze
16. Universal Entertainment – 1 egzemplarz

## Galeria

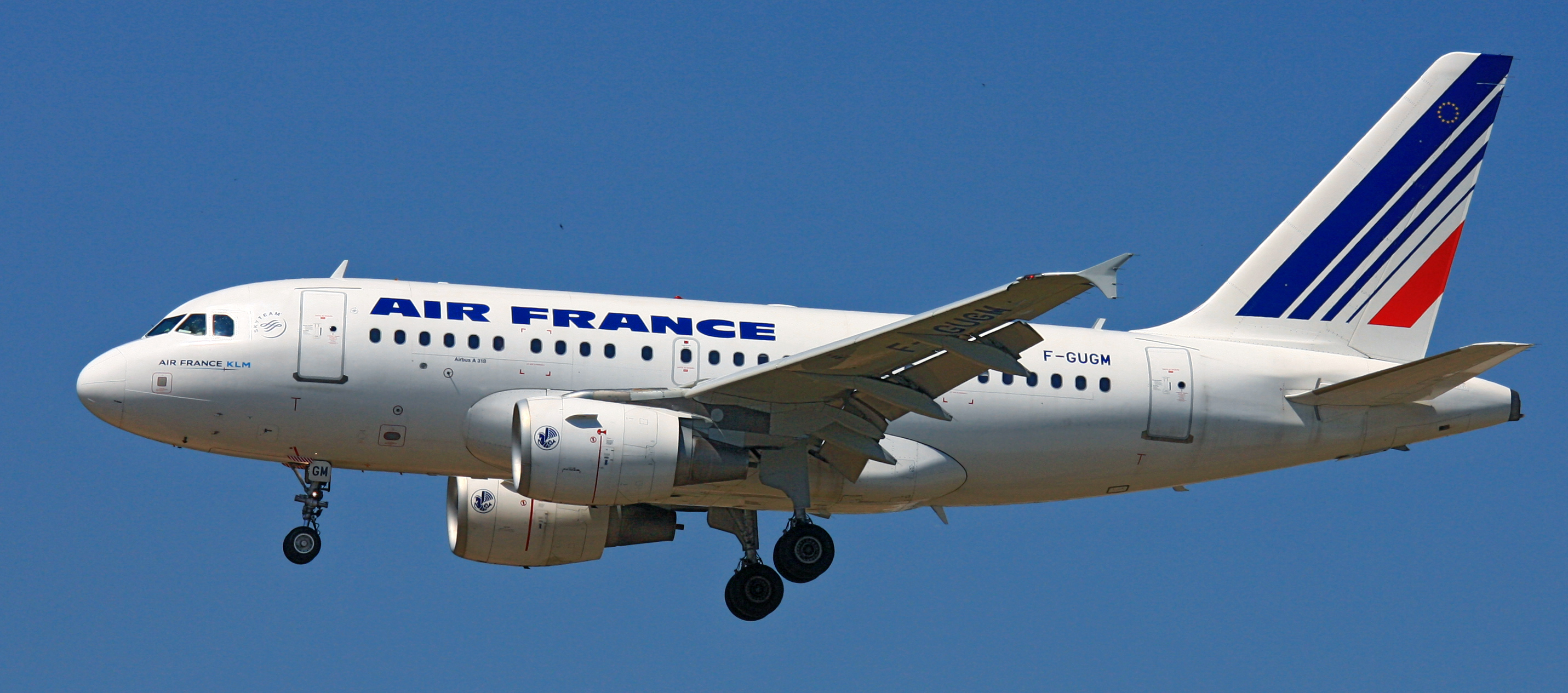
Airbus A318 linii Air France lądujący w Porcie lotniczym Frankfurt
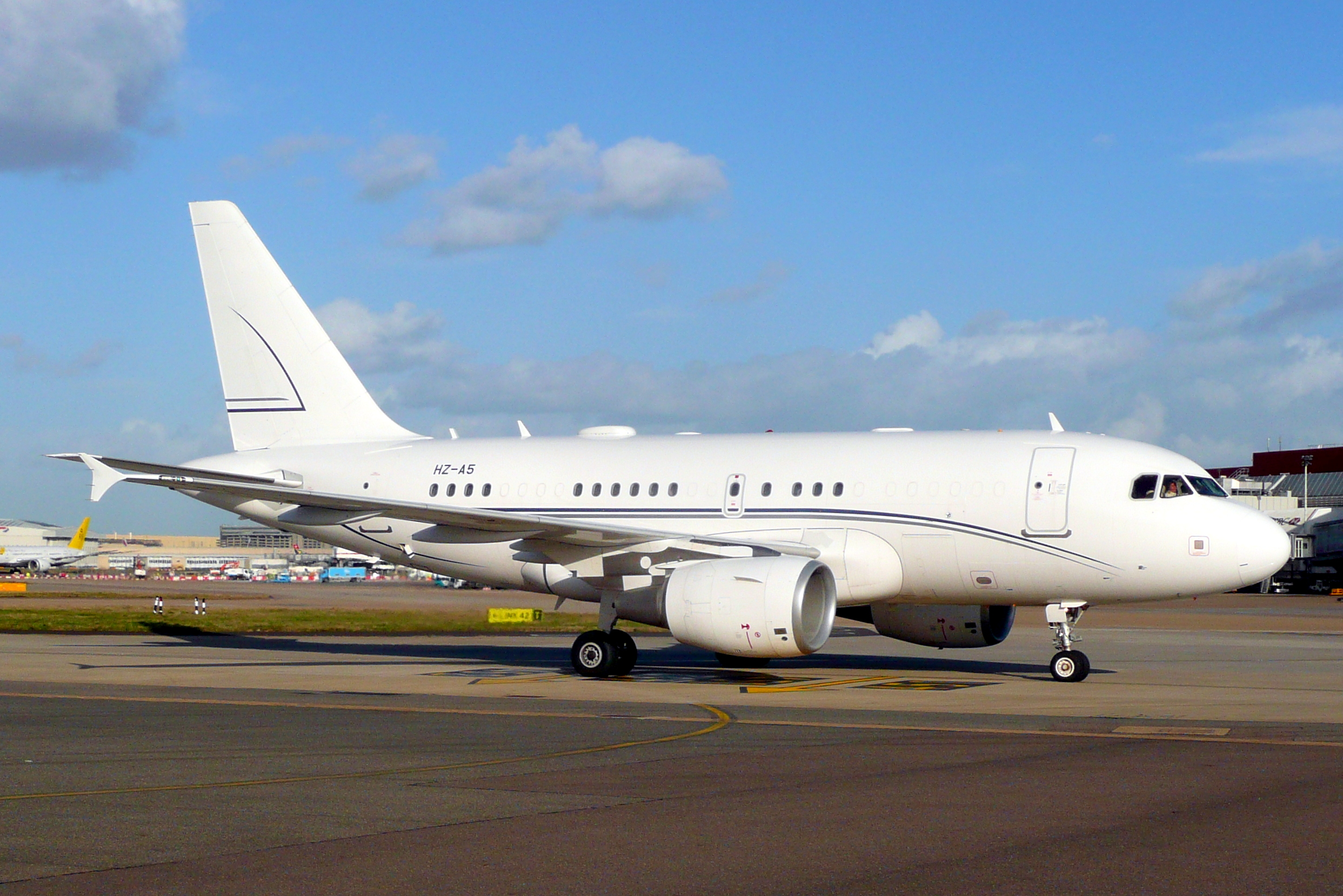
Airbus A318 należący do Alpha Star
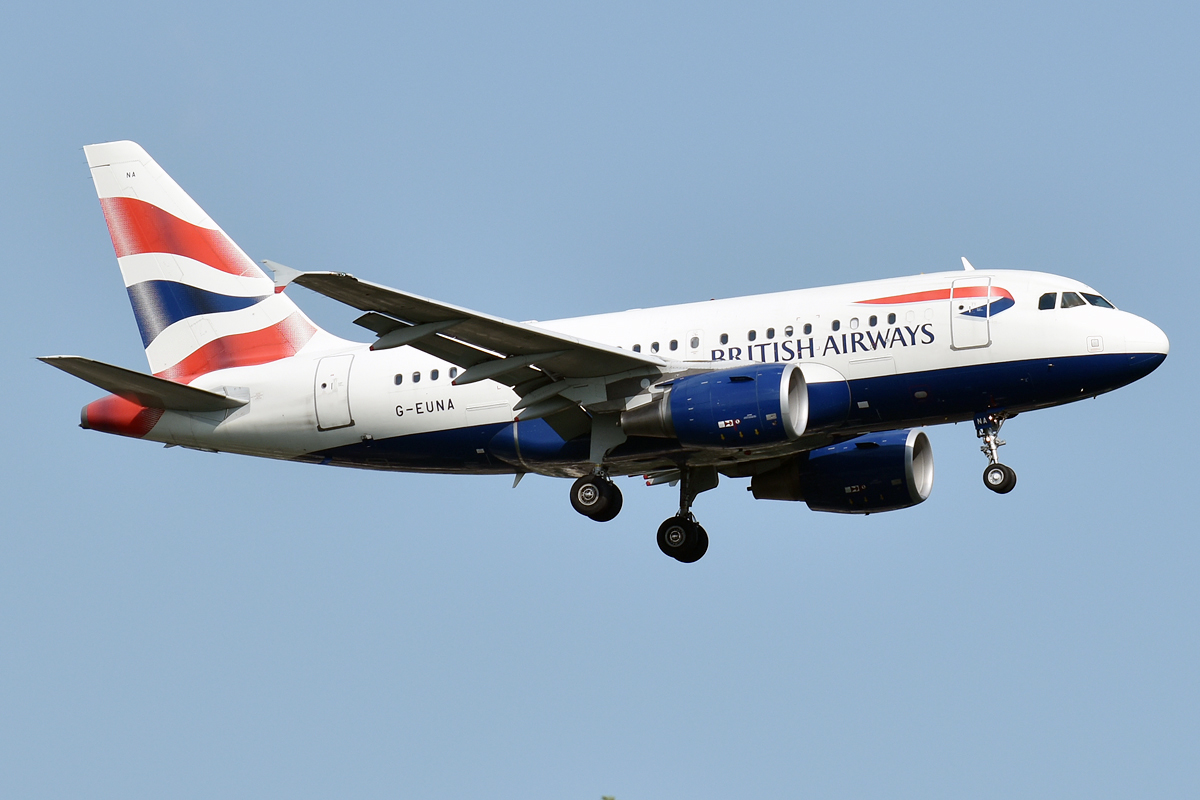
Airbus A318 w barwach British Airways podchodzący do lądowania w Porcie lotniczym Johna F. Kennedy’ego w Nowym Jorku